# 南港隧道 (興中路)
南港隧道，位於台灣台北市南港區興中路之間的一座公路隧道，為串連南港生技研究園區、南港車站而建，全長約716公尺，含徵收土地的整體興建經費約新台幣13.29億元，隧道兩端為忠孝東路七段興中路口、研究院路一段130巷。預計在2025年6月完工通車。